# العلاقات البوسنية البولندية
العلاقات البوسنية البولندية هي العلاقات الثنائية التي تجمع بين البوسنة والهرسك وبولندا.

## مقارنة بين البلدين
هذه مقارنة عامة ومرجعية للدولتين:
| وجه المقارنة                                              | البوسنة والهرسك                                             | بولندا                                                                             |
| --------------------------------------------------------- | ----------------------------------------------------------- | ---------------------------------------------------------------------------------- |
| المساحة (كم2)                                             | 51.20 ألف                                                   | 312.68 ألف                                                                         |
| عدد السكان (نسمة)                                         | 3.51 مليون                                                  | 38.43 مليون                                                                        |
| الكثافة السكانية (ن./كم²)                                 | 68.55                                                       | 122.91                                                                             |
| العاصمة                                                   | سراييفو                                                     | وارسو                                                                              |
| اللغة الرسمية                                             | اللغة البوسنوية، اللغة الكرواتية، اللغة الصربية             | اللغة البولندية                                                                    |
| العملة                                                    | مارك بوسني                                                  | زلوتي بولندي                                                                       |
| الناتج المحلي الإجمالي (بليون دولار)                      | 18.17 مليار                                                 | 524.51 مليار                                                                       |
| الناتج المحلي الإجمالي (تعادل القوة الشرائية) بليون دولار | 41.35 مليار                                                 | 1.02 تريليون                                                                       |
| الناتج المحلي الإجمالي الاسمي للفرد دولار أمريكي          | 4.25 ألف                                                    | 12.55 ألف                                                                          |
| الناتج المحلي الإجمالي للفرد دولار أمريكي                 | 10.43 ألف                                                   | 26.14 ألف                                                                          |
| مؤشر التنمية البشرية                                      | 0.733                                                       | 0.843                                                                              |
| رمز المكالمات الدولي                                      | +387                                                        | +48                                                                                |
| رمز الإنترنت                                              | .ba                                                         | .pl                                                                                |
| المنطقة الزمنية                                           | توقيت وسط أوروبا، ت ع م+01:00، ت ع م+02:00، أوروبا/سراييفو ‏ | توقيت وسط أوروبا، ت ع م+01:00، ت ع م+02:00، أوروبا/وارسو ‏، توقيت وسط أوروبا الصيفي |

## منظمات دولية مشتركة
يشترك البلدان في عضوية مجموعة من المنظمات الدولية، منها:
| علم المنظمة | اسم المنظمة                             | تاريخ انضمام البوسنة والهرسك | تاريخ انضمام بولندا |
| ----------- | --------------------------------------- | ---------------------------- | ------------------- |
|             | مؤسسة التنمية الدولية                   | 25 فبراير 1993               | 28 أكتوبر 1960      |
|             | يونسكو                                  | 2 يونيو 1993                 | 6 نوفمبر 1946       |
|             | وكالة ضمان الاستثمار متعدد الأطراف      | 19 مارس 1993                 | 29 يونيو 1990       |
|             | مجلس أوروبا                             | 24 أبريل 2002                | 26 نوفمبر 1991      |
|             | الأمم المتحدة                           | 22 مايو 1992                 | 24 أكتوبر 1945      |
|             | الاتحاد البريدي العالمي                 | ?                            | 1 مايو 1919         |
|             | البنك الدولي للإنشاء والتعمير           | 25 فبراير 1993               | 27 يونيو 1986       |
|             | اتفاقية السماوات المفتوحة               | ?                            | ?                   |
|             | الاتحاد الدولي للاتصالات                | 20 أكتوبر 1992               | 1921                |
|             | منظمة حظر الأسلحة الكيميائية            | ?                            | ?                   |
|             | مؤسسة التمويل الدولية                   | 25 فبراير 1993               | 29 ديسمبر 1987      |
|             | المنظمة الأوروبية لسلامة الملاحة الجوية | 2004                         | 2004                |
|             | منظمة الشرطة الجنائية الدولية           | ?                            | ?                   |
|             | منظمة الأمن والتعاون في أوروبا          | 30 أبريل 1992                | 25 يونيو 1973       |

## أعلام
هذه قائمة لبعض الشخصيات التي تربطها علاقات بالبلدين:
- إيفيكا أوسيم (لاعب كرة قدم بوسني، 6 مايو 1941[20] – )

## وصلات خارجية
- موقع وزارة الخارجية البوسنية
- موقع وزارة الخارجية البولندية